# Proteus – Das Experiment
Proteus – Das Experiment ist ein britischer Science-Fiction-Body-Horror-Thriller von Regisseur Robert Keen aus dem Jahr 1995.
Die Erstaufführung fand im November 1995 auf dem BFI London Film Festival statt. In Deutschland wurde der Film im Januar 1996 auf VHS-Kassette veröffentlicht.

## Handlung
Eine Gruppe Drogenhändler will einen Deal aushandeln, jedoch fängt ihre Yacht unterwegs Feuer und sie müssen sich mit einer Rettungsinsel in Sicherheit bringen. Nach einer Weile finden sie im Wasser treibend einen toten Sicherheitswachmann und erreichen eine Ölbohrplattform, zu der er gehören scheint. Beim Betreten stellen sie fest, dass es keine normale Bohrinsel ist, sondern ein geheimes biologisches High-Tech-Forschungslabor für Genexperimente. Sie finden Computer, Blutspuren, Schusswaffen, Sicherheitskarten, Gewebeproben und leere Tierversuchs-Käfige vor. Ihnen entgeht dabei, dass ein unförmiges Wesen zu ihnen gelangt und in rasantem Tempo wächst. Die Gruppe versucht sich zur Schaltzentrale durchzuschlagen, um mit dessen Funkgerät Hilfe zu rufen. Jedoch gelingt es ihnen nicht dort einen Funkspruch abzusetzen. Auch treffen sie zu ihrer Verwunderung kein Personal oder deren Leichen an. Sie beschließen alle herumliegenden Schusswaffen einzusammeln und stärken sich in der Kantine, als sie plötzlich lauten Krach hören und Glühbirnen zerspringen.
Sie ziehen sich darauf paarweise in die Wohnquartiere zurück. Sie wollen am nächsten Morgen mit den Rettungsbooten von der Plattform verschwinden, da sie sich dort nicht aufhalten dürfen, Heroin dabei haben und Schwierigkeiten aus dem Weg gehen wollen. Mit den Funkgeräten der Rettungsboote wollen sie dann Notrufe absetzen. Jedoch wird Paul auf dem Gang von etwas unbekanntem attackiert und verschleppt. Sie machen sich auf die Suche nach ihm und hören seine Hilfeschreie. Dabei finden sie Dr. Shelley, der ihnen befiehlt den Ort zu verlassen. Er erzählt ihnen, dass sie in großer Gefahr sind und ein gewisser Charlie ihren Freund geholt hat, der nun wieder „unter Kontrolle“ ist. Der alte Dr. Shelley stößt die Bewaffneten mit enormer Stärke weg und verbarrikadiert sich. Sie schießen das Schloss auf und Pauls Freundin Linda findet eine Notiz mit einem Hilferuf von Paul. Als sie in einer Krankenstation sind, läuft eine grässlich aussehende Gestalt an ihnen vorbei und sie nehmen die Verfolgung auf. Sie verwandelt sich wieder in eine Frau, kurz bevor sie sie stellen. Es ist Dr. Carol Soames vom Forschungsinstitut. Sie ist total verwirrt, aufgebracht und sagt zu ihrer Verwunderung, dass sie einst Dr. Carol Soames war. Sie erzählt ihnen, dass sie wie die anderen Forscher von einem gewissen Brinkstone angeworben wurde, der ihnen grenzenlose Möglichkeiten in der Genforschung und Reichtümer versprach. Sie berichtet Brinkstone wäre schon sehr alt und will seinen drohenden Tod nicht akzeptieren, darum dreht sich deren Forschung. Sie greift die Gruppe an, um zu fliehen. Auch sie scheint wie Dr. Shelley außerordentlich stark zu sein.
Als Alex alleine auf der Suche nach Dr. Soames war, folgte ihm seine Freundin Rachel. Rachel findet Wassertanks für Versuchszwecke und darin Dr. Carol Soames, die sich in ein Ungeheuer mit einem großen zähnefletschenden Maul verwandelt hat und rennt davon. Alex findet Rachel und sie berichtet von dem Vorfall. Als sie glauben, dass die mutierte Soames sie verfolgt und auf sie zustürmt, finden sie jedoch Buckley, einen der Sicherheitsleute vor, der sie ebenfalls vor Charlie warnt. Sie folgen ihm in die naturwissenschaftliche Abteilung. Dort erzählt Buckley ihnen, dass sie Charlie zwar nicht töten, aber vielleicht gemeinsam mit den Schusswaffen in Schach halten können. Buckley erzählt ihnen, dass der Naturwissenschaftler versucht diesen Charlie unter Kontrolle zu halten. Auch wären die anderen Forscher bei Charlie. Plötzlich verwandelt sich Buckley selbst in eines dieser Monster und greift die Gruppe hinterrücks an. Er wird beschossen, aber kann entkommen. Dabei verletzt er Rachel, die ohnmächtig wird. Mark gehen die Nerven durch und will, dass sie schnellstens verschwinden. Alex beginnt zu verstehen, dass dieser Charlie die Gestalt von den befallenden Leuten annehmen kann, so wie eben bei Buckley. Sie bringen Rachel in die Krankenstation, wo sie im Krankenbett liegend von einem Parasit befallen wird, rasant mutiert und wieder erwacht. Die Gruppe nahm davon keine Notiz. Rachel sieht normal aus und sie sind froh, dass sie wieder ansprechbar ist. Als Linda wieder nach ihrem vermissten Freund Paul suchen will, übernimmt dies Alex für sie.
Er versucht erneut aus der Schaltzentrale einen Funkspruch – von der nun als Brinkstone-Plattform 134 identifizierten Bohrplattform – abzusetzen, jedoch geht dabei das Funkgerät kaputt. Alex findet einen Hinweis sich ein Überwachungsvideo anzusehen, das sich als Videobotschaft von Dr. Shelley entpuppt, in der er vor Charlie warnt, da er nicht mehr länger die Kraft hat, gegen ihn anzukämpfen. Dr. Shelley befürchtet nun selbst wie Charlie und die Anderen zu werden. Er erklärt weiter, dass sie mit dem schnellen Durchbruch ihrer Genforschung nicht rechneten. Es gelang ihnen künstliche, konzentrierte DNA zu entwickeln. Währenddessen schmeißt sich in der Krankenstation Rachel wie fremdgesteuert an Mark ran, kommt wieder zu sich, lässt von ihm ab und sagt ihm, er soll Alex suchen. Alex erfährt von der Videobotschaft weiter, dass die Forscher das Projekt Proteus tauften und es mehrere Misserfolge gab. Nachdem schon einige Versuchstiere Proteus nicht angenommen hatten, testeten sie es erfolgreich an einem ausgewachsenen Weißen Hai, den sie Charlie nannten. Sie dachten, das Experiment sei unter Kontrolle, wenn sie den Hai danach töten würden, jedoch geriet es außer Kontrolle. Charlie mutierte wegen Proteus vom Gewebe eines Hais in eine gestaltlose Form, befreite sich aus seinem Tank und fraß alle Versuchsfische. Als Charlie die Forscher und Sicherheitsleute angriff, rächte es sich, dass sie etwas unsterbliches geschaffen hatten. Es brachte alle um. Diese Kreatur kann sich verändern, kann mutieren, und bekommt Macht über seine absorbierten Opfer. Die Proteus-DNA hat eine zerstörende Wirkung auf alle Organismen, die von ihr befallen werden. So trägt Charlie die DNA all seiner Opfer in sich, inklusive deren Wissen, Erinnerungen und Begabungen. Ein paar seiner Opfer blieben jedoch wie sie waren; Individuen. Die Macht der Kreatur wuchs, sie wurde größer und intelligenter. Heroin hat einen anziehenden Effekt auf Charlie, was zugleich seine Schwachstelle ist, da man so Kontrolle über es ausüben kann. Dr. Shelley vermutet, dass eine hohe Dosis Heroin Charlie so lange ausschalten könnte, sodass man ihn töten kann. Am Ende der Videobotschaft sieht Alex, wie sich der befallene Dr. Shelley in Dr. Carol Soames und dann in das Wesen verwandelt.
Währenddessen absorbiert die mutierte Rachel Mark und nimmt seine Gestalt an, während Linda und Christine schlafen. Als sie aufwachen, will Linda die vermeintlich vermisste Rachel suchen, während Christine bei ihrem Freund „Mark“ bleiben soll. Charlie verwandelt sich von Mark in Rachel und absorbiert auch Christine. Als Alex wieder zur Krankenstation eilt, findet er nur „Rachel“ vor, die sich normal gibt und meint, sie wäre allein gelassen worden. Linda sucht derweil weiter nach ihrem Freund, während die infizierte und verwirrte „Rachel“ Alex vorschlägt die Plattform zu verlassen. Alex hält ihr Verhalten zuerst nur für einen Schockzustand, bemerkt jedoch, dass mit ihr etwas nicht stimmt. Auch weist sie auch keine Schnittwunden mehr auf. Alex greift zur Waffe, schießt auf sie und kann entkommen. Dabei trifft er auf Linda, die ihn zunächst für Charlie hält und auf ihn feuert, aber daneben schießt. Er berichtet ihr alles von Dr. Shelleys Videobotschaft. Sie ist jedoch misstrauisch, ob er nicht in Wirklichkeit Charlie ist. Auch klärt er sie darüber auf, dass er wie auch Rachel in Wahrheit FBI-Beamter ist, die verdeckt arbeiten, um deren Drogengeschäfte aufzudecken. Linda hört ungläubig zu, als Alex ihr erzählt, dass ihr Freund Paul auch bereits längst Teil des Monsters geworden ist. Als sie sich auf der Krankenstation davon überzeugt, was mit Rachel passierte und grünen Schleim vorfindet, stellen sie fest, das sich Charlie über die Luftschächte bewegt. Diese Spuren fand Linda bereits zuvor auf den Wassertanks und sie begeben sich dorthin. Sie stellt fest, dass Charlie immer wieder dorthin zurück muss, um sich zu erholen. Sie plant Charlie mittels Handgranaten zu erledigen.
Plötzlich treffen sie auf den vermeintlichen Paul. Alex warnt Linda vor ihm, dass es in Wirklichkeit Charlie sei, jedoch dreht „Paul“ den Spieß um, dass Alex das Monster ist und sie schenkt ihm Glauben. „Paul“ stößt Alex in ein Becken, wirft ihm die Granaten nach und flieht mit Linda. Alex kann sich befreien und nimmt die Verfolgung auf. Als „Paul“ Linda nach dem versteckten Heroin fragt, ist sie ahnungslos, worauf er gewalttätig wird. Alex erscheint und schlägt auf ihn ein. Alex und Linda können „Paul“ eine scharfe Handgranate ins Hemd stecken und entkommen. „Paul“ explodiert, jedoch kann Charlie sich als Schleim wieder zusammensetzen. Die beiden fassen den Plan ihn mittels Feuer endgültig zu erledigen und beschaffen sich Benzinkanister. Als sie an der Stelle wieder ankommen, hat sich Charlie jedoch bereits in flüssiger Form aus dem Staub gemacht. Alex besteht darauf, nicht eher zu verschwinden, ehe das Wesen tot ist. Linda fragt ihn, warum Charlie das Heroin wollte. Er erklärt ihr den Zusammenhang unterwegs, als sie auf eine Gruppe bewaffneter Wachleute treffen, die Alex zu seiner Überraschung doch per Funk alarmieren konnte.
Sie greifen Alex an, überwältigen ihn und es erscheint der greise Leonard Brinkstone. Nachdem Alex nicht mit der Wahrheit herausrücken will, warum sie auf seiner Plattform sind, taucht Charlie in der Gestalt von Dr. Shelley auf, um es Brinkstone zu berichten. „Shelley“ gibt sich normal, spielt die Ereignisse herunter und lügt, das Personal sei wegen eines technischen Kollaps vorübergehend evakuiert worden. Der Betrieb könnte bald weitergehen. Brinkstone gibt sich mit der Aussage jedoch nicht zufrieden. Als Alex Brinkstone über die Situation aufklärt, entgegnet „Shelley“, dass man ihm als Drogenschmuggler keinen Glauben schenken dürfe. Alex erzählt Brinkstone, dass er in Wirklichkeit FBI-Agent sei und sie alle festgenommen sind. Brinkstone tut ihn als Irren ab, während Alex die Wachleute überwältigt, eine Waffe schnappt und auf „Shelley“ feuert. „Shelley“ sackt zusammen, während Alex Brinkstone mit der Waffe bedroht. Seine Wachleute trauen sich nicht zu feuern, um sein Leben nicht zu gefährden und „Shelley“ steht derweil wieder auf, als wäre nichts gewesen. Brinkstone glaubt nun, dass es „Shelley“ gelungen sei eine Unsterblichkeitsformel zu finden. Alex und Linda nutzen den unaufmerksamen Moment, um sich zu verdrücken.
Charlie zeigt nun seine wahre Form, mutiert zu einem riesigen Tentakel-Monster und greift die Wachleute und Brinkstone an. Als er die Wachmänner tötet und Brinkstone absorbiert, gelingt es seinem Opfer noch eine mitgebrachte Bombe mit Zeitzünder scharf zu machen. Sie hören den Countdown und flüchten, als Alex „Rachel“ sieht, die das Heroin fordert und es ihr überlässt. Sie erzählt ihm davon, dass Dr. Shelley ein Narr war, er hätte nicht erkannt, was für eine einzigartige, neue verbesserte Form von Leben er erschuf. Alex entgegnet dem Wesen, dass es lediglich ein drogensüchtiger Fisch sei. Das Wesen fragt ihn, ob er sehen will, was es in Wirklichkeit ist und mutiert in eine riesige haifischähnliche Kreatur mit klauenbewehrten Armen, Tentakeln und einem Schwanz, die mit den gequälten Stimmen all seiner Opfer spricht. Alex rennt davon, steigt auf ein Podest und lockt es mit dem wieder beschafftem Heroin an. Als sich Charlie über die Drogen hermacht, gießt Alex Benzin auf das Wesen, steckt es an und feuert mit einer Schrotflinte auf ihn, worauf es verendet. Kurz darauf explodiert die Bombe und die beiden können in letzter Sekunde mit Brinkstones Hubschrauber fliehen, indem sie den Piloten mit der Waffe bedrohen. Linda fragt Alex, wie es mit ihr weitergehen soll, ob sie inhaftiert wird, worauf er meint, er hätte sich noch nicht entschieden. Als die beiden zusehen wie die Bohrinsel brennend zusammenfällt, schwenkt die Kamera auf den Piloten, der unbemerkt infiziert ist.

## Kritiken
„Eine Gruppe junger Leute, die Heroin schmuggeln wollten, geraten mit ihrem Boot in Seenot und können sich auf eine Plattform retten. Dort müssen sie sich eines künstlich erschaffenen Monsters erwehren. Ein inhaltlich leerer, inszenatorisch mißratener Horrorfilm, der sich vor dreisten Anleihen bei klassischen Vorbildern nicht scheut. Dennoch stellt sich schon nach wenigen Minuten Leerlauf ein, konturlose Figuren, dumme Dialoge und Mitleid erregende Tricks tragen das Ihre zum Mißlingen des Films bei.“

## Anmerkungen

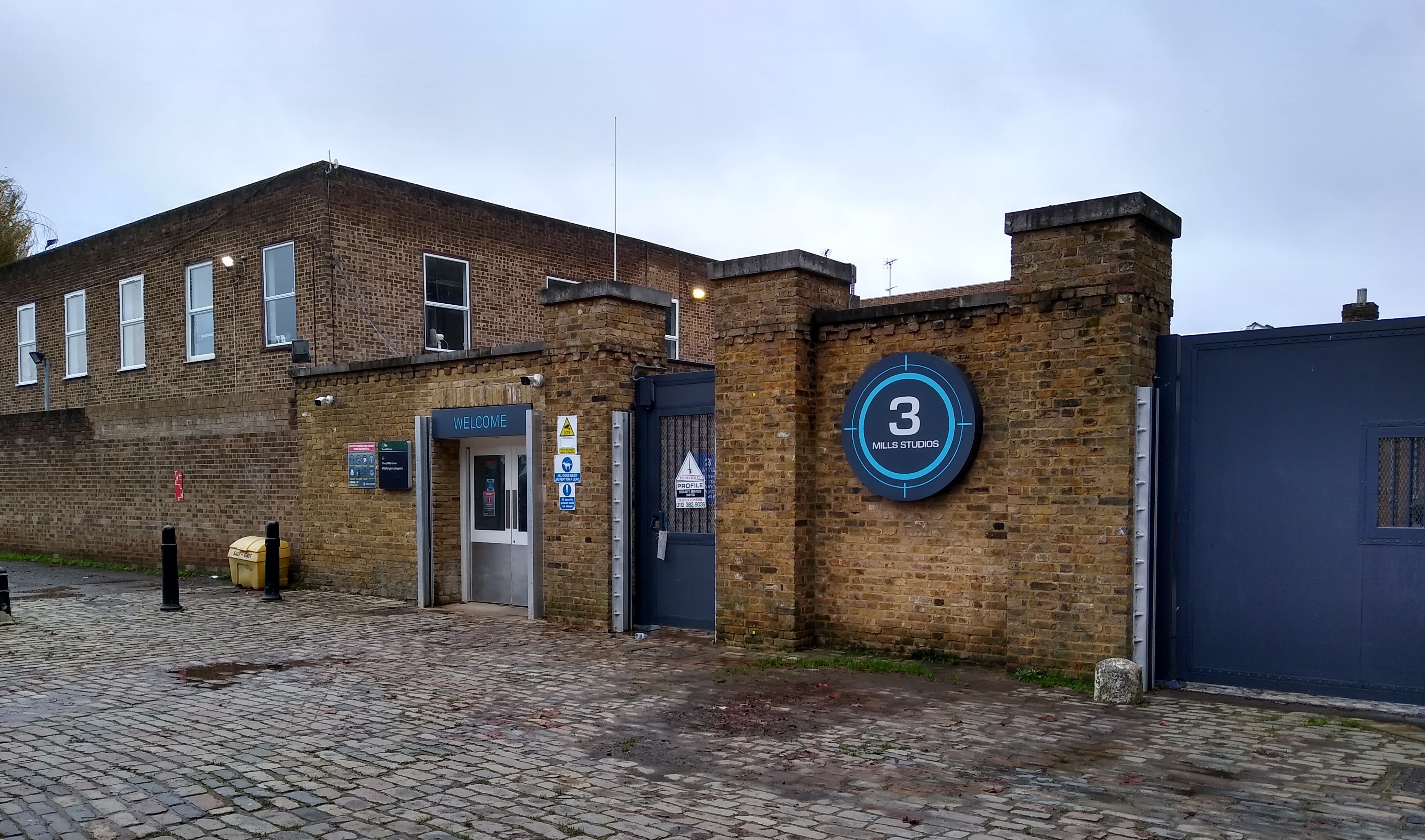
Außengelände des Three Mills Studios